# Aromas (Jura)
Aromas település Franciaországban, Jura megyében. Lakosainak száma 584 fő (2022. január 1.). Aromas Nivigne et Suran, Montlainsia, Montfleur, Corveissiat, Thoirette-Coisia, Vosbles-Valfin és Charnod községekkel határos.

## Népesség
A település népességének változása:
| Lakosok száma | 643  | 652  | 658  | 658  | 634  | 609  | 584  |
|               | 2015 | 2017 | 2018 | 2019 | 2020 | 2021 | 2022 |